# アイスランドとフィンランドの関係
アイスランドとフィンランドの関係では、フィンランドとアイスランドの二国間関係について記す。両国は共に北極評議会、バルト海諸国理事会、欧州評議会、北欧・バルト8か国、北欧理事会、経済協力開発機構、そして国際連合の加盟国である。

## 歴史
アイスランドとフィンランドはともに1397年から1523年までカルマル同盟の一か国だった。フィンランドはロシアから1917年12月に独立し、アイスランドはデンマークから1944年6月に独立した。1947年8月15日に公式に外交関係を樹立した。最初はフィンランドはアイスランドとの外交関係を、ノルウェーのオスロに置かれた大使館で維持し、アイスランドはフィンランドとの外交関係を、 スウェーデンのストックホルムに置かれた大使館で維持していた。フィンランドがレイキャビクに大使館を置いたのは1982年。アイスランドがヘルシンキに大使館を開設したのは1997年だった。

## 貿易
アイスランドは欧州自由貿易連合の一員なので、フィンランド含む欧州連合市場に無制限にアクセスできる。2015年の、EUとアイスランドの貿易総額は57億ユーロだった。

## 外交使節
- フィンランドはレイキャビクに大使館がある[4]。
- アイスランドはヘルシンキに大使館がある[5]。

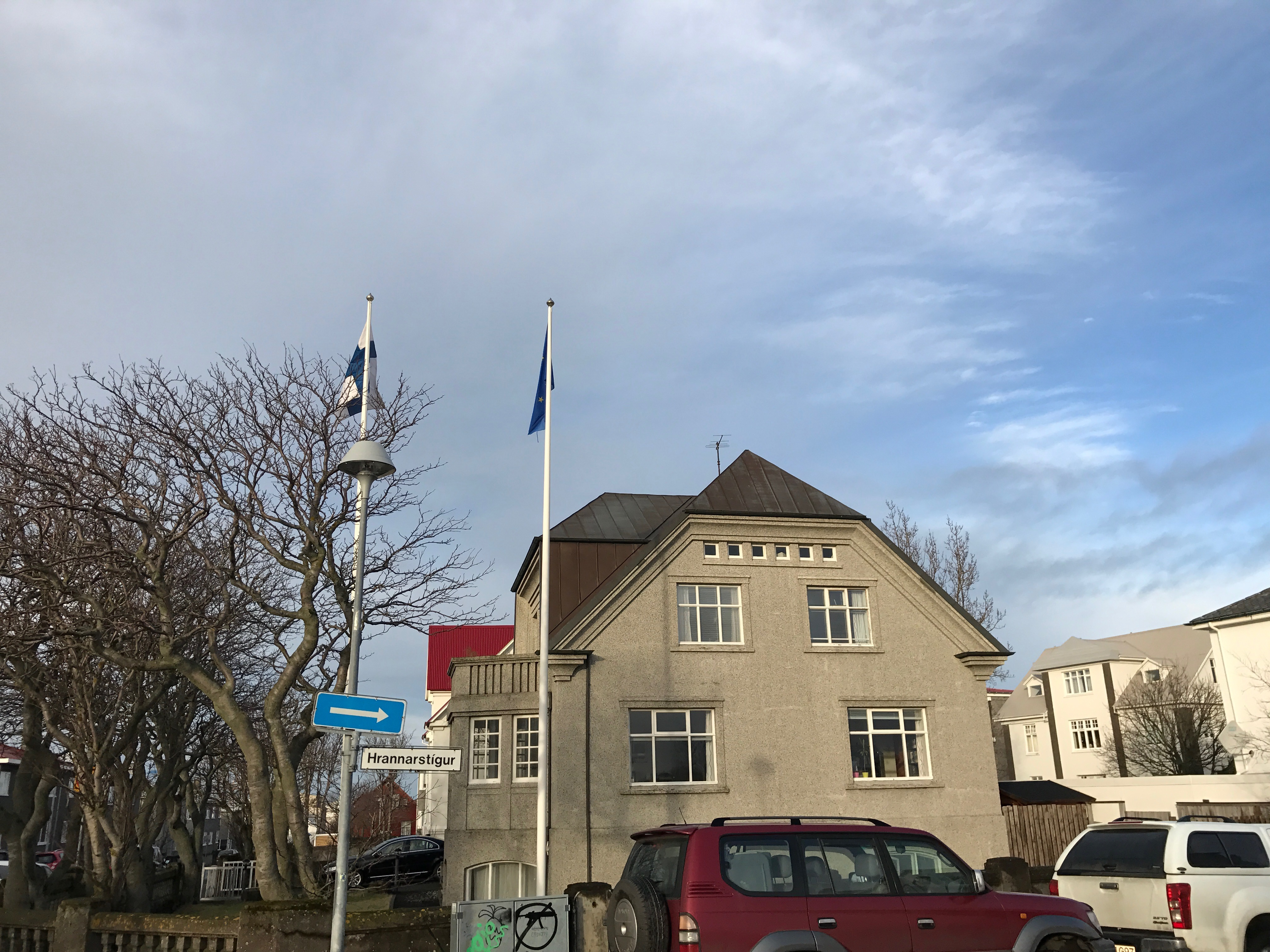
駐アイスランドフィンランド大使館
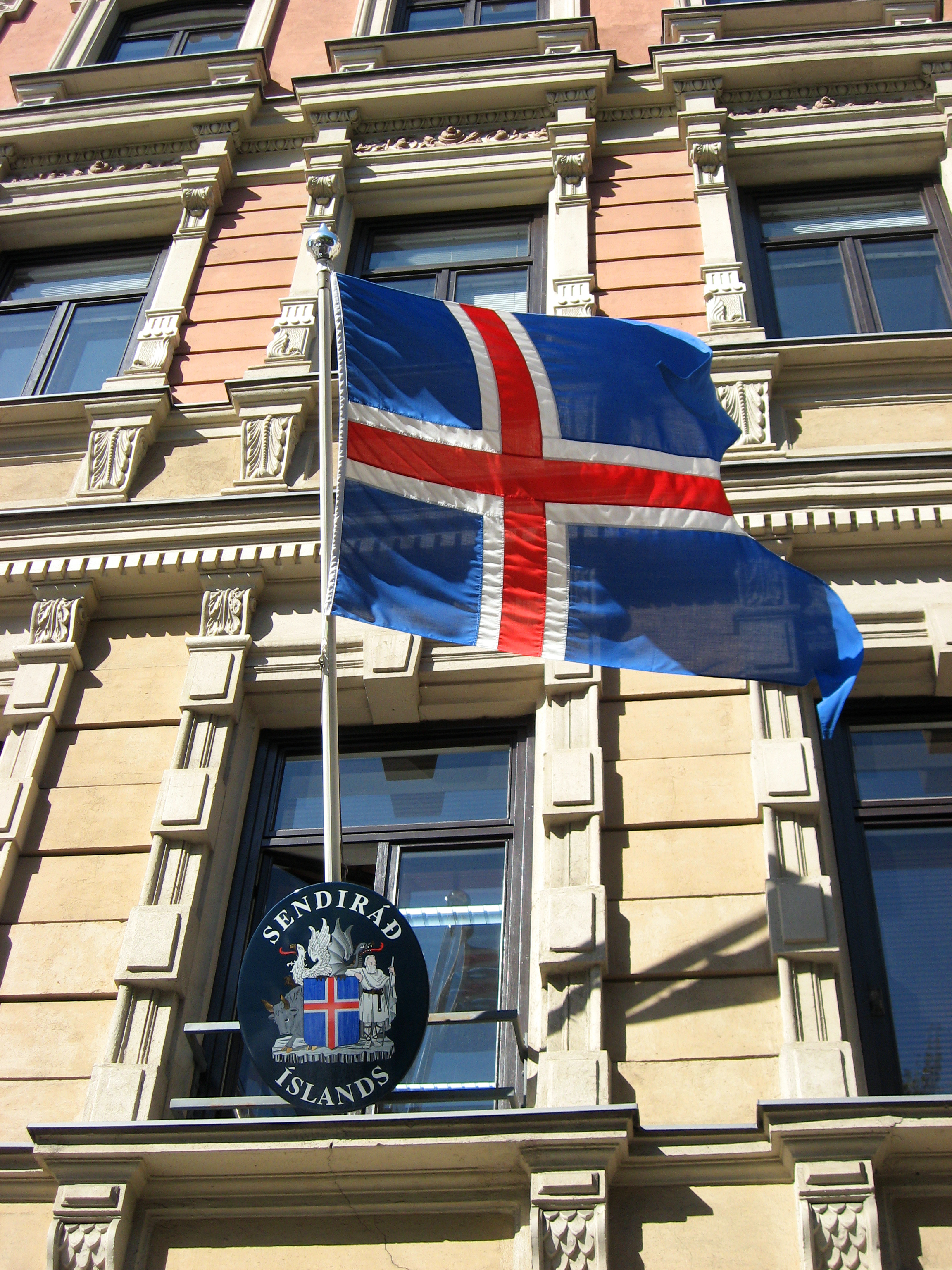
駐フィンランドアイスランド大使館